# Камчатская улица (Москва)
Камча́тская у́лица (название c 6 марта 1970 года) — улица в Восточном административном округе города Москвы на территории района Гольяново.

## История
Улица получила своё название 6 марта 1970 года по полуострову Камчатка в связи с расположением на востоке Москвы.

## Расположение
Камчатская улица проходит от Уральской и Уссурийской улиц на север, не доходя до Курганской улицы, поворачивает на северо-восток и затем на восток, проходит параллельно Курганской улице, пересекает Сахалинскую улицу и проходит до Хабаровской улицы. У юго-западного конца улицы расположен Гольяновский пруд. Нумерация домов начинается от Уссурийской улицы.

## Примечательные здания и сооружения
По нечётной стороне:
- д. 13 — детский сад № 2560;
- д. 23 — детский сад № 2442.

По чётной стороне:
- д. 2а — детский сад № 1355;
- д. 6 — школа № 1688;
- д. 8 — школа № 1167;
- д. 10 — школа № 1320.

## Транспорт

### Автобус
- 257: от Уральской улицы до безымянного проезда к Курганской улице и обратно и от Сахалинской улицы до Хабаровской улицы и обратно.

### Метро
- Станция метро «Щёлковская» Арбатско-Покровской линии — юго-западнее улицы, на пересечении Щёлковского шоссе с 9-й Парковой и Уральской улицами.

- В начале улицы, в начале 2023 года, появится станция метро «Гольяново».